# Ожиганов, Игорь Олегович
И́горь Оле́гович Ожига́нов (род. 13 октября 1992 года, Красногорск, Московская область, Россия) — российский хоккеист, защитник клуба КХЛ «Динамо» Москва. Трёхкратный призёр чемпионата КХЛ в составе ЦСКА, серебряный призёр молодёжного чемпионата мира 2012 в составе сборной России.

## Биография
Воспитанник и выпускник ГБУ «СШОР № 1» Москомспорта  («Белые Медведи»), первый тренер — Геннадий Курдин.
Учился в ГОУ СОШ №1190.
Дебютировал в Континентальной хоккейной лиге 1 февраля 2011 г. в гостевом матче ЦСКА в Риге, закончившимся победой москвичей над местным «Динамо» со счётом 2:1. Два дня спустя Ожиганов принял участие в ещё одном поединке КХЛ против питерского СКА, и после этого вернулся до конца сезона в молодёжную команду. Весной 2011 г. Игорь приложил руку к победе «Красной армии» во втором чемпионате МХЛ, сыграв во всех матчах плей-офф.
В ноябре 2011 г. участвовал в составе второй молодёжной сборной России в «Турнире четырёх наций», проходившем в Финляндии. Команда Евгения Корешкова заняла на нём третье место.
23 декабря 2011 года вошёл в окончательный состав молодёжной сборной России для участия в молодёжном чемпионате мира 2012.
27 августа 2012 года был обменян в хабаровский «Амур» на право выбора во втором раунде драфта КХЛ 2013 года. 30 января 2013 года был отдан обратно в ЦСКА в обмен на другого молодого защитника Андрея Сергеева.
1 мая 2013 года было заключено соглашение, согласно которому Ожиганов стал игроком новосибирской «Сибири».
Перед сезоном 2015/16 вернулся в ЦСКА. В феврале 2016 года впервые вызван в национальную сборную России для участия в чешском этапе Еврохоккейтура.
17 мая 2018 года подписал однолетний контракт с клубом НХЛ «Торонто Мейпл Лифс».
17 мая 2019 года подписал двухлетний контракт с казанским клубом «Ак Барс». В сезоне 2019/20 Ожиганов сыграл за «Ак Барс» 19 матчей, в которых набрал 8 очков (1+7).
7 ноября 2019 года «Ак Барс» обменял Ожиганова в СКА на защитника Романа Рукавишникова и форварда Виктора Тихонова.
17 июля 2023 года в результате был обменян в московское «Динамо»

## Личная жизнь
Женат на гимнастке Александре Меркуловой. 27 июня 2018 года у пары родился сын Михаил.

## Достижения
- Обладатель Кубка Харламова (2011).
- Серебряный призёр молодёжного чемпионата мира (2012)
- Бронзовый призёр КХЛ (2014/15)
- Серебряный призёр КХЛ (2015/16, 2017/18)
- Участник матча звёзд КХЛ 2017

## Статистика
| Легенда | Легенда                    | Легенда | Легенда                   | Легенда | Легенда    |
| ------- | -------------------------- | ------- | ------------------------- | ------- | ---------- |
| И       | Количество проведённых игр | Штр     | Штрафное время            | +/−     | Плюс-минус |
| Г       | Голы                       | П       | Голевые передачи          | О       | Очки       |
| -       | Статистика неизвестна      | —       | Статистика не учитывалась |         |            |